# Ribes altissimum
Ribes altissimum là một loài thực vật có hoa trong họ Grossulariaceae. Loài này được Turcz. ex Pojark. miêu tả khoa học đầu tiên năm 1936.